# Constantino Ángelo
Constantino Ángelo, también conocido como Constantino Comneno Ducas (en griego: Κωνσταντίνος Άγγελος; fallecido en 1166) fue un noble y almirante bizantino, que ejerció su mando bajo el reinado del emperador Manuel I Comneno.
Fue el fundador de la dinastía Ángelo. Provenía de Filadelfia, en Asia Menor y se casó con Teodora Comneno Ángelo, la hija del emperador Alejo I Comneno. En 1150 Constantino luchó en una campaña contra los serbios y en 1157 contra los húngaros y serbios. Como almirante de la armada bizantina estaba a cargo de las operaciones contra los normandos, pero durante un combate fue capturado.

## Matrimonio y descendencia
De su matrimonio con Teodora Comnena Angelina tuvo siete hijos.:
- Juan Ducas (aprox. 1126 - 1200), gobernante de Epiro, se casó primero con una mujer cuyo nombre no se conoce y con la que tuvo dos hijos, luego con Zoe Ducas, con la que tuvo tres hijos;
- Alejo Comneno Ángelo, casado y padre de un hijo;
- Andrónico Ducas Ángelo (fallecido después de 1185), se casó con Eufrósine Castamonita, con la que tuvo nueve hijos, incluyendo los emperadores Alejo III Ángelo e Isaac II Ángelo;
- Isaac Ángelo, comandante militar de Cilicia;
- María Ángelo, casada Constantino Camitzes, con la que tuvo una hija;
- Zoe Ángelo, casada con Andrónico Sinadeno.[5]
- Eudoxia Ángelo, casado Basilio Tsykandeles.